# Zasjeda u Kusonjama
Zasjeda u Kusonjama, kao i npr. Bitka na Rosinjači, jedna je od manje poznatih, ali i najherojskijih i najtragičnijih epizoda Domovinskog rata. Početkom rujna 1991. na zapadnoslavonskoj bojišnici već se vode teške i intenzivne borbe. Malobrojne i slabo naoružane hrvatske snage pokušavaju zaustaviti napadaje Banjalučkog korpusa JNA i snaga pobunjenih Srba koje nastoje presjeći autocestu Zagreb – Beograd i ovladati većim naseljima. Jedno od tih naselja je i Pakrac. Prvih dana rujna 1991. u pomoć obrani Pakraca stigla je "A" satnija 1. bojne 105. bjelovarske brigade ZNG-a. Kako bi izvidio stanje na bojišnici, Izviđački vod "A" satnije 8. rujna 1991. improviziranim oklopnim transporterom odlazi u izviđanje okolice Pakraca. Kada su utvrdili da na ulazu u selo Kusonje nema neprijateljskih barikada, s transporterom ulaze dublje u selo, ali upadaju u pripremljenu zasjedu. S obzirom na to da im je transporter pogođen, pod uraganskom vatrom svih 20 hrvatskih vojnika sklanja se u prvu kuću. Kuća se ubrzo našla pod snažnom pješačkom i paljbom tromblona i kumulativnih mina srpskih paravojnika potpomognutih logistikom i naoružanjem JNA.
Međutim, hrvatski vojnici su, iako malobrojni i okruženi višestruko nadmoćnim neprijateljem pružili izuzetno jak otpor. Neprijatelj se nije uspio niti približiti opkoljenoj kući, a svaki pokušaj pješačkog napada završio je s mnogim poginulim i ranjenim srpskim vojnicima. Kada su u zapovjedništvu brigade saznali za zasjedu, opkoljenima je poslana pomoć u ljudstvu koja se uspjela probiti svega na desetak metara od kuće, pozivajući opkoljene hrvatske vojnike na proboj. S obzirom na to da su opkoljeni branitelji već imali poginule i ranjene pripadnike, preživjeli su odbili izići i ostaviti ranjene suborce. Tek kada je neprijatelj uspio minirati kuću, u prijepodnevnim satima 9. rujna 1991., preživjela šestorica branitelja s uzdignutim rukama izišli su na predaju. Suprotno svim ratnim pravilima i konvencijama, srpski paravojnici pobili su zarobljene i ranjene gardiste. U veljači 1992. ekshumirano je iz masovne grobnice Rakovog Potoka 18 uniformiranih tijela i 23 civila.
O ovom događaju iz Domovinskog rata, 2014. godine snimljen je igrani film Broj 55 redatelja Kristijana Milića (naslovljen po kućnom broju kuće u kojoj su stradali hrvatski branitelji). Film je iste godine bio apsolutni pobjednik Pula film festivala na kojemu je, osim Velike zlatne arene za najbolji film, osvojio još 7 zlatnih arena.